# Entoloma subg. Pouzarella
Entoloma subg. Pouzarella ist eine Untergattung aus der Gattung der Rötlinge, die in die beiden Sektionen Dysthales und Versatilia gegliedert ist. Wegen der stark faserig-schuppigen oder behaarten Hutoberfläche werden die Arten dieser Gruppe auch Filz- oder Haar-Rötlinge genannt.
Die Typusart ist Entoloma nodospora.

## Merkmale
Die Fruchtkörper haben eine helmlings- oder risspilzartige Gestalt. Die Hutfarbe bleibt beim Abtrocknen unverändert (nicht hygrophan). Die Huthaut (Pileipellis) ist meist stark faserig-schuppig beschaffen oder behaart, manchmal auch stark metallisch glänzend. Die Lamellen haben überwiegend eine dunkelgraue Farbe. Der Stiel hat eine faseig-haarige oder schuppige Oberfläche. Das Pigment ist inkrustierend, selten zusätzlich auch im Zellsaft gelöst (intrazellulär). Die Querwände (Hyphensepten) der Pilzfäden (Hyphen) tragen keine Schnallen.
Die Vertreter der Ug. Pouzarella besitzen eine derart auffallende Merkmalskombination, dass die Gruppe oft als eine eigenständige Gattung betrachtet wird. Der niederländische Rötlingsspezialist Machiel Evert Noordeloos sieht jedoch bei einem Vergleich der Arten aus den Sektionen Canosericei und Fernandae einen Übergang zwischen den beiden Ug. Nolanea und Pouzarella. Darüber hinaus existieren auch außereuropäische Arten, die intermediär sind. Deshalb sieht er Pouzarella besser in der Gattung Entoloma platziert.

## Systematik

### SektionPouzarella

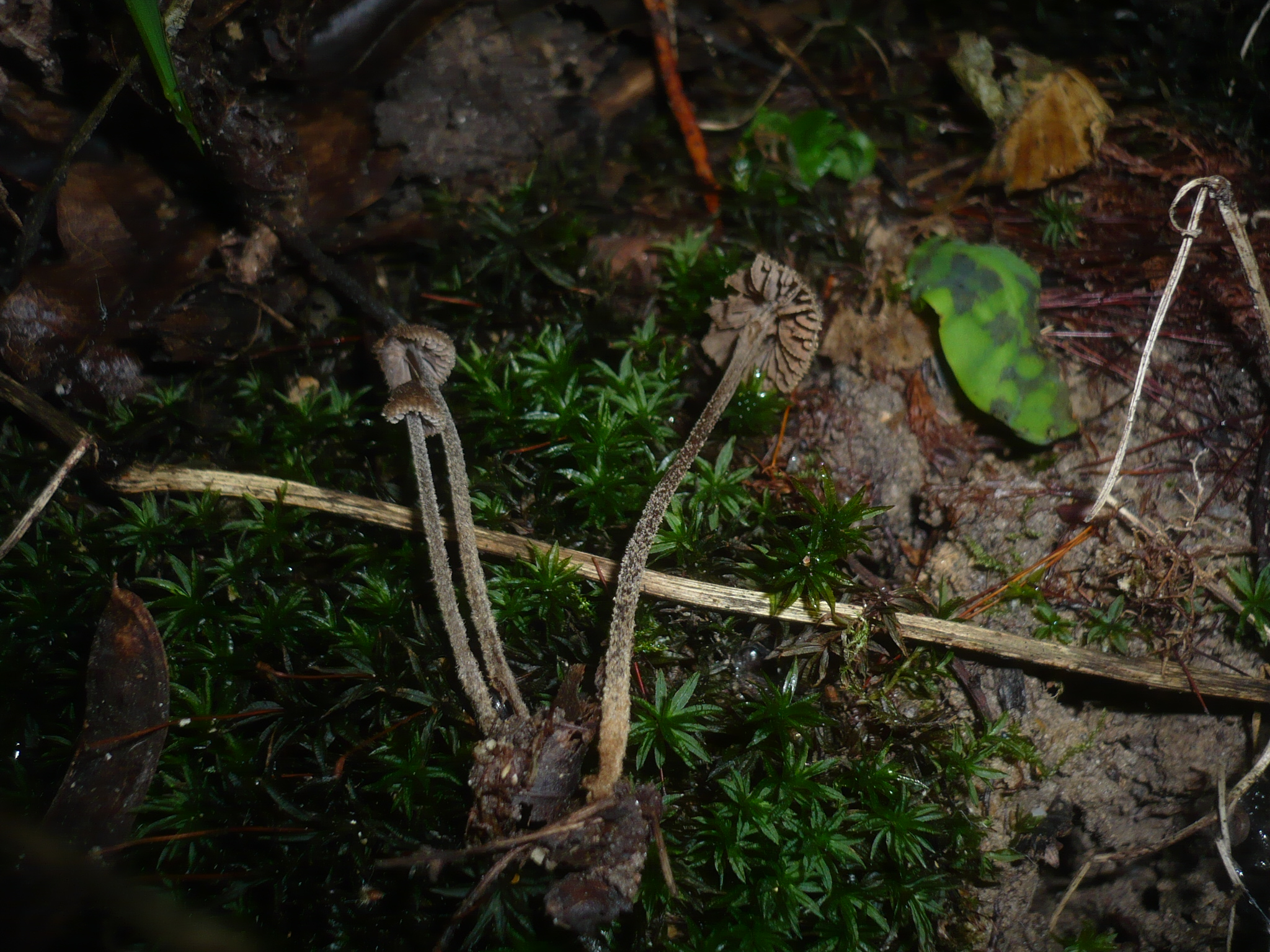
Dunkelblättriger Haar-Rötling
Entoloma dysthales

Die Fruchtkörpern der Sektion Pouzarella haben Hüte und Stiele mit dickwandigen, setaeförmigen oder septierten, inkrustierten Haaren. Das Pigment ist ausschließlich inkrustierend. Falls an den Lamellenschneiden sterile Elemente (Cheilozystiden) vorkommen, sind sie keulig bis blasig geformt und manchmal kettenartig gegliedert.
- Dunkelblättriger Haar-Rötling – Entoloma dysthales (Peck 1879) Saccardo 1891
- Erlen-Haar-Rötling – Entoloma dysthaloides Noordeloos 1979
- Entoloma foetidum Mazzer 1976, non Hesler 1967
- Striegeliger Rötling – Entoloma hirtum (Velenovský 1929) Noordeloos 1979
- Düsterer Haar-Glöckling – Entoloma pseudodysthales Noordeloos, Tabares & Rocabruna 1992
- Schwacheckigsporiger Haar-Rötling – Entoloma pulvereum Rea 1907
- Entoloma romagnesii Noordeloos 1979
- Borstiger Haar-Rötling – Entoloma strigosissimum (Rea 1920) Noordeloos 1979

### SektionVersatilia
Hut und Stiel haben keine septierten und inkrustierten Haare. Das Pigment ist intrazellulär und inkrustierend. An den Lamellenschneiden befinden sich breit flaschenförmige Cheilozystiden.
- Silberfaseriger Filz-Rötling – Entoloma araneosum (Quélet 1876) M.M. Moser 1978
  - Entoloma araneosum f. robustum Noordeloos 2004
- Entoloma indutum Boudier 1900
- Grünschillernder Filz-Rötling – Entoloma versatile (Gillet 1876) M.M. Moser 1978

### Art mit unklarer Position
- Entoloma atrofissuratum Noordeloos & Wölfel 2001